# Сонинке (народ)

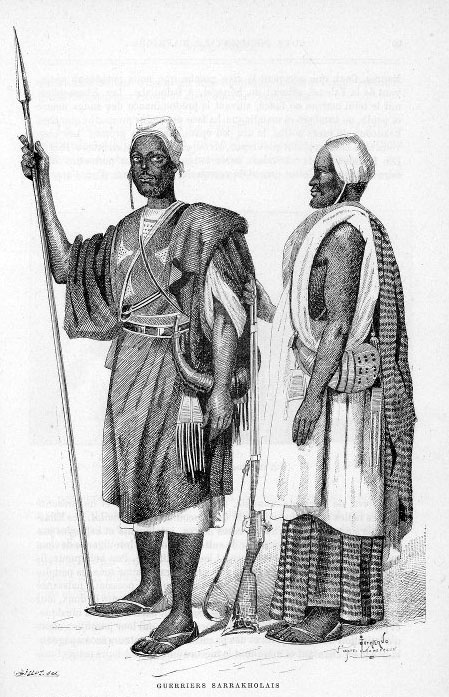
Воины сонинке, 1890 г.

Сонинке́ (самоназвание) — народ, живущий в основном на севере Мали, а также в пограничных с Мали районах Сенегала, Буркина-Фасо, Гамбии, Мавритании.
Этнонимы: сонинке, марка́, марака́ (на языке бамана), вакоре́, асвани́к (на арабском языке), сарахуле́ (на языке мандинка), сараколе́ (этот этноним «белые люди», употребляют фульбе).

## Область расселения. Численность
Сегодня сонинке проживают всюду по Западной Африке, но в основном сосредоточены на территории бывшей Ганской Империи,
в верховьях долины реки Сенегал и по Мали — между городами Нара и Ниоро. Значительная диаспора сонинке имеется в Париже (Франция). Торговля способствовала распространению их культуры не только в Мали и Сенегале, Мавритании, Буркина-Фасо, а также в некоторых частях Гамбии, и Гвинеи-Бисау. Сегодня сонинке около 1 миллиона (Выдрин 1998: 125).

## Язык
Язык — сонинке, относится к северо-западной подветви группе языковой семьи манде (Ольдерогге 1954: 57).

## Религия
Сонинке — одна из первых этнических групп, которая поддержала ислам. Большинство населения исповедуют ислам (суннизм), меньшая часть — католики. (Выдрин 1998: 125).

## Этническая история
Сонинке составляли этническое большинство государства Гана в Средневековье.
Можно выделить различные этнографические группы:
- дьавара (к югу от области Каарта), они создали в XIV—XIX веках крупное политическое образование, а также сохранили своё этническое самоназвание.
- гирганке (по культуре близки к маврам — район Нара, север Мали)
- азер (находились под сильным влиянием мавров и даже утрачивают свой язык, Центральная Мавритания.
- вангара
- марака

## Традиционные хозяйственные занятия
Традиционные занятия — торговля и сельское хозяйство (просо, кукуруза, бобовые). Развито отгонное скотоводство (козы, овцы, верблюды). Развито отходничество в районы плантаций арахиса (Сенегал).
Во время дождливого сезона мужчины и женщины заняты в земледелии.Однако женщины обычно остаются дома, чтобы готовить и заботиться о детях. Женщины так же занимаются окрашиванием тканей. Тёмно-синее индиго считают типичным цветом сонинке. Они достигли достаточно не плохого уровня жизни (Mahamet Timer 1996: 244).
Эмиграция занимает большое значение, в то время как женщины и дети остаются дома, мужчины отправляются в города, чтобы заработать деньги. С 1960-х до последних лет, большинство западноафриканских эмигрантов во Франции принадлежат к этой этнической группе (François Manchuelle 1987: 32).

## Традиционная политическая и социальная организация
Древней империей сонинке управлял император, он имел большую власть, но не был тираном. Его власть была ограничена некоторыми знатными людьми, которые отвечали за администрацию, налоги, армию, правосудие и другие важные сферы. Таким образом центральное правительство империи было представлено императором и той знатью, которых можно рассматривать как советников. Периферийные суды имели немного свободы, они контролировались имперским судом. Во время Вагаду был император, которого даже после свержения империи большинство семей поддерживало.
В социальной организации сонинке каждый занимает своё место. Вы не можете быть королём или кузнецом по выбору. Социальное происхождение очень важно, существует целая иерархия, которая очень важна в культуре сонинке и они её очень уважают. Эта структурная социальная организация разделена на три уровня. Первый уровень хоро — это свободные мужчины. Они имеют самый высокий социальный разряд, они имеют право наказать и вершить правосудие. Среди этих мужчин есть принцы. Только мужчина из хоро может стать королём. Право быть хоро мужчины получают от отцов. Следующий класс после принцев туннкалемму мангу — советники принцев. Некий средний класс — это воины. Если начинается война, мангу становится руководителем армии. Последний класс хоро — это модину, священники. Они возникли из-за влияния ислама. Они вершат правосудие и обучают население. Преподают ислам в школах, их очень уважают за знание религии. Второй уровень организации сонинке — нахамала, который так же разделен на классы. Кузнецы занимают первый класс среди них. Они делают оружие и инструменты для работы, так же драгоценности. Жители уважают их за знания о железе. Далее, идут плотники сакко, они друзья жителей леса и связаны с дьяволом. На ступени ниже — певцы джару, на праздниках и церемониях, они отвечают пение, поддержание разговоров. Этот класс является самым известным. Они единственные могут говорит то, что хотят. Своеобразный оратор общества. Последний класс — сапожники гаранко, отвечают соответственно, за кожаные сапоги, ножны для сабель и прочее. Последняя иерархия социальной организации сонинке — это зависимые мужчины, рабы комо. Рабы всегда были главной рабочей силой в обществе. Процветание общества происходило из-за их изобилия в области сельского хозяйства. Почетных граждан всегда было меньше чем рабов Большесемейная община у сонинке состоит из главы семьи, его младших братьев, жен и детей. Вирилокальный брак, распространена полигиния. В доколониальный период существовали сильные институты политической власти на уровне округа и провинции (правитель — тунга). (Выдрин 1998: 125).

## Традиционная пища
Кухня у сонинке отличается разнообразием. Например, овсяные хлопья с мёдом, кускус (употребляют в форме шариков), лепешки из риса, сахар,молоко, просо, соль. Употребляют в пищу тушеные бобы и мясо.

## Традиционная одежда
Мужчины ходят в широких рубахах и штанах, а женщины в юбках и блузах, так же покрывают голову платком из чёрной ткани. У сонинке популярны золотые украшения (Выдрин 1998: 125).

## Традиционная духовная культура
Фольклорная традиция у сонинке очень богата, распространены эпические сказания в исполнении гриотов, сказки и песни. Отмечают мусульманские праздники (Балезин 1998: 125).

## Традиционное жилище
Сонинке живут большими семьями, их дома обнесены оградой. Жилища круглые или черырёхугольные, глинобитные с верандами, именно они являются центром сосредоточения социальной жизни женщин (Выдрин 1998: 125).